# زكي جميل حافظ
زكي جميل حافظ (10 يوليو 1925- 9 ديسيمبر 2011)، محامي وناشط عراقي ولد في بغداد. شغل منصب عضو المكتب الدائم والأمين العام المساعد لإتحاد المحامين العرب منذ عام 1961 وحتى وفاته، ومنصب رئيس لجنة الحريات الأساسية وحقوق الإنسان في اتحاد المحامين العرب ولجنة الدفاع عن معتلقي الرأي.

## حياته
ولد في بغداد في في 10 يوليو 1925 لأبوين عراقيين بالأصل والولادة، أكمل دراسته الابتدائية والثانوية عام 1944 في بغداد، وتخرج في كلية الحقوق في بغداد عام 1948. 

### الحياة السياسية
- ساهم في أنشطة الشباب القومي باقامة أول دورة لمكافحة الامية عام 1944.
- انتسب إلى حزب الاستقلال عند تأسيسه سنة 1946 وترأس لجنة النشاط الاجتماعي في كلية الحقوق التي كان لها دور ريادي في اندلاع مظاهرات وثبة كانون الثاني 1948.
- ترأس لجنة الامور الاجتماعية في حزب الاستقلال وكانت تضم قطاعات العمال والفلاحين والمهنيين وانتخب معتمدا لمدينة بغداد.
- أسهم في وضع ميثاق الجبهة الوطنية التي تشكلت عام 1954.
- اختير عضوا في اللجنة التنفيذية لجبهة الاتحاد الوطني عام 1957 التي مهدت وساهمت في ثورة 14تموز عام 1968.
- شارك بعد الثورة في أول وفد شعبي عراقي زار جمهورية الصين الشعبية والاتحاد السوفيتي وبلغاريا الشعبية.
- ساهم في تأسيس الحزب العربي الاشتراكي عام 1959 بعد تجميد حزب الاستقلال نشاطه واستقالة ممثليه في مجلس السيادة والوزارة.
- شارك في الهيئة المؤسسة للاتحاد الاشتراكي العربي عام 1964.
- اختير عضوا في المجلس الاستشاري لرئاسة الجمهورية عام 1967.

### الصحافة
- أصدر مجلة (الحقوق) اثناء ترأسه للجنة النشاط الاجتماعي في كلية الحقوق عام 1947.
- ساهم في تحرير جريدة (لواء الاستقلال) لسان حال حزب الاستقلال.
- اختير مديرا مسؤولا لجريدة (اليقظة) الجريدة المسائية لحزب الاستقلال حتى احتجابها 1950 - 1959 لصاحبها سلمان الصوافي.
- ساهم في تحرير جريدة (كل شيء) 1959 - 1961 لصاحبها سجاد الغازي.
- اصدر جريدة (لواء العروبة) عام 1963 والتي احتجبت بعد بضعة شهور من اصدارها.
- ساهم في تأسيس واعداد قانون المؤسسة العامة للصحافة عام 1967 واختير مستشارا قانونيا لها وعضوا غير متفرغ في مجلس ادارتها.
- اختير عضوا في اللجنة الدائمة للحريات المنبثقة عن اتحاد الصحفيين العرب منذ تأسيسها في مؤتمره الثالث عام 1972 ومقررا لها واسهم في وضع نظامها الاساسي والداخلي وشارك في اجتماعاتها واعمالها لرصد وادانه انتهاكات الحريات الصحفية والدفاع عن الصحفيين المعقلين والصحف المغلقة والتي استمرت حتى عام 2000 حيث اعيد تشكيلها وتقليصها.
- اختير عضوا في هيئة تحرير مجلة (القضاء) التي تصدرها نقابة المحاميين العراقيين.
- ساهم في تحرير جريدة (حقوق الإنسان) التي تصدرها جمعية حقوق الإنسان في العراق.

## الحياة النقابية
- انتسب إلى نقابة المحامين ومارس المحاماة منذ 1948/7/6.
- انتخب عضوا في مجلس النقابة عام 1953 واعيج انتخابه لمرات عدة واشغل منصب امين سر النقابة.
- مثل نقابة المحامين العراقيين ضمن وفد النقابة في اجتماع المكتب الدائم لاتحاد المحامين العرب في اجتماعه في بيروت عام 1955 لوضع النظام الاساسي لاتحاد المحامين العرب والتحضير للمؤتمر الثاني الذي عقد في القاهرة عام 1956 واقر تكوين الاتحاد بموجب قرار المؤتمر الأول الذي عقد عام 1944 كما اقر الاجتماع نظام الاتحاد الاساسي.

### على الصعيد العربي
- انتخب عضوا في المكتب الدائم لاتحاد المحامين العرب ثم امينا عاما مساعدا منذ عام 1961.
- شارك في جميع مؤتمرات اتحاد المحامين العرب ومكاتبه الدائمة وترأس العديد من لجانه الدائمة ومنها لجنة الاشتراكية العربية عام 1965 في القدس ولجنة الحريات العامة والحقوق الاساسية.

### على الصعيد الدولي
- ساهم في العديد من المؤتمرات الدولية والعربية والإقليمية ومثل اتحاد المحامين العرب في (المؤتمر الدولي للسلم من خلال القانون) الذي عقد في واشنطن عام 1965 كمنسق للنقابات العربية المشاركة في المؤتمر.
- ساهم في العديد من المؤتمرات الدولية التي عقدتها الاتحادات والمنظمات المهنية غير الحكومية.

## حقوق الإنسان
- من مؤسسي جمعية حقوق الإنسان في العراق عام 1969 وانتخب عام 1969 رئيسا للجمعية لغاية 1977 قام خلالها بالسعي لتنشيط لجنة حقوق الإنسان في الجامعة العربية والتعاون معها لتكوين اللجان الوطنية في دول الجامعة لوضع مشروع (اعلان حقوق المواطنين في الدول والبلاد العربية) تمهيدا لوضع اتفاقية عربية لحقوق الإنسان وتكوين محكمة عدل عربية. كما طلب مساعدة الجامعة العربية في تكوين (المنظمة العربية لحقوق الإنسان) بالتعاون مع اتحاد المحامين العرب.
- اختير عضوا في (اللجنة الوطنية لحقوق الإنسان في العراق) التي تكونت بقرار جمهوري بناء على توصية الجامعة العربية وشارك في وضع الإعلان العربي لحقوق الإنسان.
- ساهم في تأسيس (المنظمة العربية لحقوق الإنسان) وعقد المؤتمر التأسيسي في بيروت عام 1974 واقرار القانون الاساسي والنظام الداخلي للمنظمة وانتخب امينا لسر المنظمة واعتبار جمعية حقوق الإنسان في العراق التي ترأسها ممثله للمنظمة في العراق.
- اختير عضوا في (لجنة الدفاع عن الحريات العامة وسيادة القانون) في اتحاد المحامين العرب وشارك في الدفاع عن العديد من المعتقلين السياسيين الذين منحتهم اللجنة المعونة القضائية في احداث البحرين وعدن وغيرها.

## المؤلفات والأبحاث
له من المؤلفات والأبحاث المطبوعة والمخطوطة ما يلي:
- اتحاد المحامين العرب (تأسيسه، مؤتمراته، قراراته).
- المحامون العرب والحريات العامة وحقوق الإنسان - 1980.
- حق الجمهور في الاعلام والحريات الصحفية (منشورات اتحاد الصحفيين العرب) - 1981
- النظام القضائي في العراق - 1985
- نظام العدالة واستقلال القضاء - 1988
- تعزيز السلطة القضائية - 1966
- حقوق الإنسان في العراق - الأهداف والوسائل والمنجزات - 1999
- نقابات المحامين وحقوق الإنسان في الوطن العربي - 2000
- آخر مؤلفاته... مذكرات شاهد على ثلاثة عهود من حكم العراق - سيرة حياة- 2010

### المحاضرات
- الوحدة العربية لماذا؟ (سلسلة محاضرات القيت على شباب حزب الاستقلال) - 1952
- التشريع الوطني العراقي (ندوة مراكش) - 1988
- المحاماة وقواعد السلوك المهني (مجموعة محاضرات القيت على المحامين تحت التدريب في الدورات التأهيلية لنقابة المحامين العراقية) - 1997
- الاتفاقية العربية لحقوق الإنسان (القيت على أعضاء جمعية حقوق الإنسان) - 1988

## التكريم
- كرم في الاحتفال الذي اقيم في دمشق في اليوبيل الذهبي لاتحاد المحامين العرب بمرور خمسين عاما على تأسيسه ومنح درع الاتحاد مع شهادة تقديرية - 1994
- كرم من قبل نقابة المحامين في العراق في الاحتفال الذي اقيم ببغداد بمناسبة مرور خمسون عاما على تأسيس النقابة ومنح شهادة تقديرية لمرتين متتاليتين - 1983.
- كرم من قبل جمعية حقوق الإنسان في العراق في الاحتفال الذي اقيم تكريما للرواد لموقفهم في الدفاع عن حقوق الإنسان ومنح درع الجمعية وشهادة تقديرية - 1980
- كرم من قبل جمعية حقوق الإنسان بمناسبة مرور اربعين عاما على تأسيسها - 2000
- رشح من قبل جمعية حقوق الإنسان في العراق لنيل جائزة كمال اتاتورك لحقوق الإنسان - 1988
- كرم بعد وفاته من قبل اتحاد المحامين العرب بوسام الاتحاد وشهادة تقديرية لمساهماته في اعلاء صرح الاتحاد منذ تأسيسه - 2012

## الوفاة
توفي في الأردن، مدينة عمان في 2011/12/9 ودفن في مقبرة سحاب.